# دژ دریایی روتسینسالمی

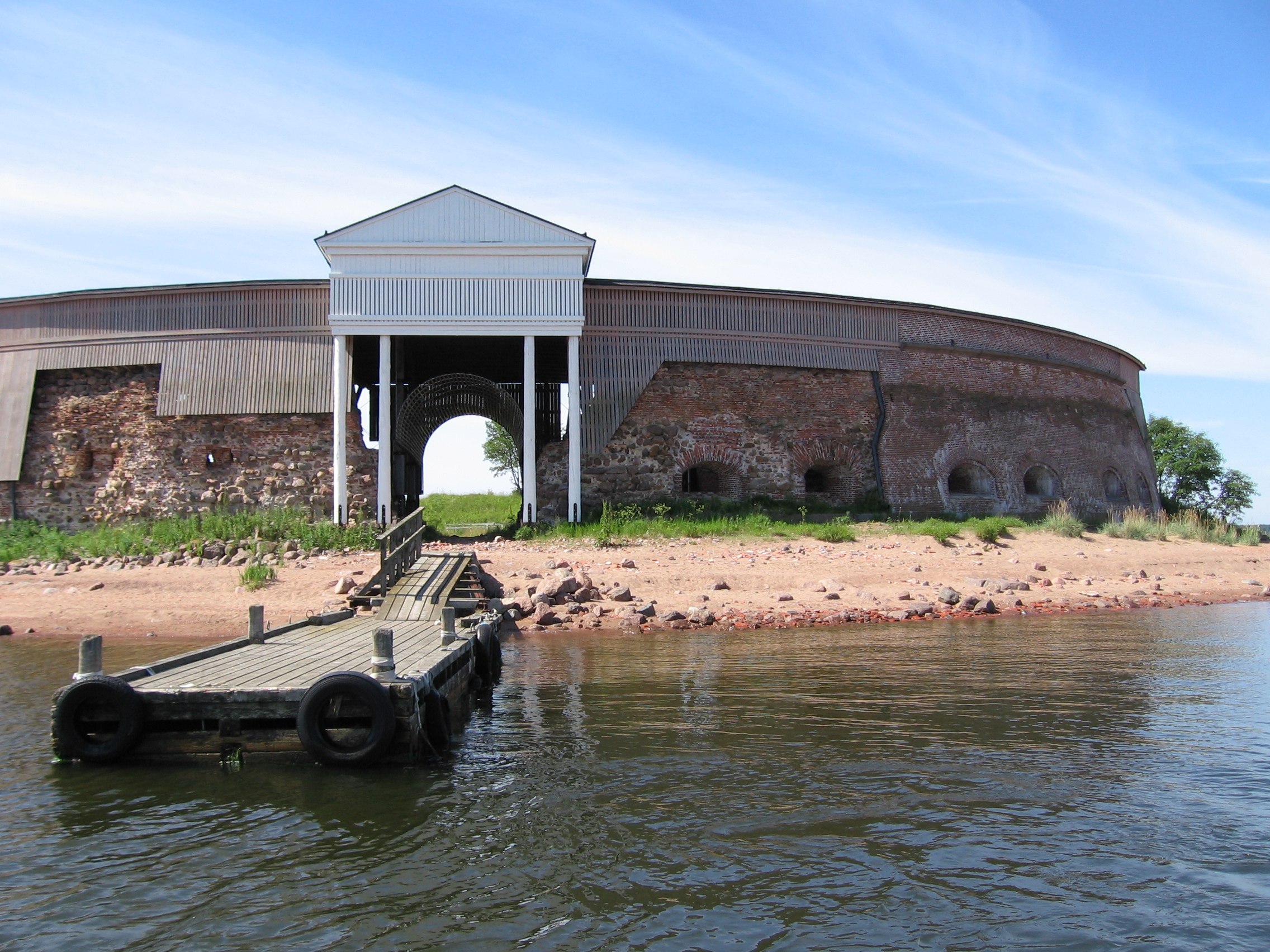
قلعه اسلاوا در جزیره کوکوری

دژ دریایی روتْسینْسالمی (فنلاندی: Ruotsinsalmen merilinnoitus، سوئدی: Svensksund، روسی: Морская крепось Руотсинсальми؛ هر دو نام به معنای تنگه سوئدی) یک سیستم استحکامات در کوتکا، فنلاند است. این بخشی از سیستم استحکامات جنوب شرقی فنلاند است که توسط روسیه پس از جنگ روسیه و سوئد در ۱۷۸۸–۱۷۹۰ ساخته شده‌است. دژ دریایی روتسینسالمی بخش جنوبی یک قلعه دوقلو با کومینلینارا تشکیل می‌داد و برای مقابله با قلعه‌های دریایی سوئد مانند دژ سوارتهلم در هلسینکی ساخته شد. این دژ همچنین به عنوان پایگاه برای قلعه دریایی کرونشتات در سنت پترزبورگ خدمت کرد. در طول جنگ کریمه، یک ناوگان بریتانیایی-فرانسوی استحکامات روتسینسالمی را در سال ۱۸۵۵ نابود کرد.
دژ دریایی روتسینسالمی از تعدادی قلعه مجزا و توپخانه تشکیل شده بود.